# Songfengshan (köpinghuvudort i Kina, Heilongjiang Sheng, lat 45,40, long 127,43)
Songfengshan (kinesiska: 松峰山, 松峰山镇) är en köpinghuvudort i Kina. Den ligger i provinsen Heilongjiang, i den nordöstra delen av landet, omkring 73 kilometer sydost om provinshuvudstaden Harbin. Antalet invånare är 11 344. Befolkningen består av 5 461 kvinnor och 5 883 män. Barn under 15 år utgör 11,0 %, vuxna 15-64 år 82 %, och äldre över 65 år 6,0 %.
Runt Songfengshan är det ganska tätbefolkat, med 65 invånare per kvadratkilometer. Närmaste större samhälle är Mao'ershan, 15,1 km söder om Songfengshan. Trakten runt Songfengshan består till största delen av jordbruksmark.
Genomsnittlig årsnederbörd är 855 millimeter. Den regnigaste månaden är juli, med i genomsnitt 188 mm nederbörd, och den torraste är januari, med 7 mm nederbörd.